# Észak Dél ellen (regény)
Az Észak Dél ellen Jules Verne egyik folytatásokban megjelent epikus történelmi regénye, romantikus szálakkal, melyet 1887-ben adtak ki Franciaországban. A könyv az amerikai polgárháborút és a közben lezajló eseményeket idézi fel, közötte pedig egy a polgárháborúhoz erősen kötődő történetre koncentrál. A történet 1862-ben kezdődik, és a polgárháború 1865. április 9-i végénél fejeződik be.
Az amerikai polgárháborút megidéző mű cselekménye sok tragikus elemet tartalmaz: Zermah és a kis Dy elrablása, a Texar testvérek kivégzése, a kissimmee-i vérengzés. A történet típusára nézve epikus mű, valamint műköltészeti alkotás.

## Keletkezése
A könyvet sok kételkedés és kevés lelkesedés fogadta, de ahogy teltek az évek az emberek kezdték megérteni, és így a magyar Jules Verne sorozat egyik nagysikerű darabja lett. Mostanában már nem kelendő, ezért nem is nyomtatják. A legújabb kiadások is még a 2000-es évek előtt készültek. Valószínűleg ennek látható be, hogy a könyvnek nem készült folytatása, de még ehhez a történethez hasonlító mű sem.

## Valóságalapja, történelmi háttere
Az Észak Dél ellen könyv az amerikai polgárháború korszakában játszódik. Az első hat fejezet szinte bemutató jelleggel készült, közötte apró történésékkel. (Ezt a fajta írásmód leginkább Vernére vonatkozik, de használják más írók is.) A történetben felismerhető személyiségek közül senki sem létezett, kivéve Dupont hadnagyot, aki az unionisták haditengerészeténél szolgált.
Ezen kívül más hasonlóság a polgárháborús összetűzések időpontjain és annak rendjén nincs is más hasonlóság a történet és a történelem között.
Mivel James Burbank és családja sohasem léteztek, ezért a történet valóságalapja a fentebb leírtakon kívül eléggé csekély. Texar és a fivére sem létezett sohasem, de az tény, hogy mindig is voltak abban az időben hasonló tevékenységű emberek, akik a helyi déliek vezérei, szószólói és egyéb emberei voltak. A „csőcselék”, aki egy állandó szervezet volt az egész Saint-John folyó mentén valóban létezhetett a könyvben leírt vezetés alatt, a vezér emberek kilétét kivéve.
Ez alapján azt mondhatjuk, hogy a könyv egy részben valós alapokra épülő, személyi kétségeket építő történet, melyhez Verne elképesztő módon tudott egy teljesen más történetet írni, úgy, hogy a mű a történelmi lényegét és drámai lélegzetvételét megőrizte.

## Történet

Az unionisták, (északiak; fővárosuk: Washington)vagyis az Amerikai Egyesült Államok zászlaja.

A szecesszionisták, (déliek; fővárosuk: Montgomery (1861. február 8.–1861. május 29.)
Richmond (1861. május 29.–1865. május 5.))vagyis az Amerikai Konföderációs Államok zászlaja.

|  | Alább a cselekmény részletei következnek! |

### 1. rész
James Burbank, az egyik gazdag földbirtokos Floridában, a feketéket, és a fehéreket, egyenlő jogú embereknek tekinti. És ezeket az elveket saját birtokán is érvényesíti. Korát messze megelőzően, Néhány hasonló felfogású emberrel együttműködve próbálja átvészelni azokat a napokat, melyek folyamatos fenyegetettségben tartják Texar és a helyi csőcselék jóvoltából, akik mint ahogy a déliek nagy része, szakadár vagyis rabszolgatartó elveket táplálnak. Értelemszerűen a két ellentétes csoport konfliktusairól szól leginkább a történet. Texar rejtélyes ember volt, állandó lakcíme nincs, általában a Fekete-öbölben lakik, egy eldugott helyen, aminek pontos helyét a lagúna mélyén csak hű szolgája Squambo ismert. 
Egy idő után Burbank úr úgy dönt, hogy a feketéket nem tartja tovább úgy őket, mintha „rabszolgák” lennének, és ezért mindenkinek, aki a birtokon dolgozik, egy nyilatkozatot írat alá, amely azt a gondolatát támogatja, hogy minden feketét szabadon bocsát. Eközben Texar és hívei a Jacksonville-i hatóságok főbb embereit és a város vezetését megbuktatják. Ez valójában egy csapda, melyre Texar már réges-régen készült, és amellyel a bíróság előtt akarta bebizonyítani vádját, hogy Burbank úr fia az unionistáknak dolgozik. Mikor ezt az ügyet is elintézte, rendeletet hozott miképpen a James Burbank úr által felszabadított feketéknek 48 óra alatt el kell hagyniuk Camdles-Bay-t. Csakhogy, ezek az emberek nem hagyták el a birtokot, Burbank hűségének záloga jeléül. Ez persze csak ürügy volt arra a büntető akcióra, melyre maga Texar adott parancsot. Így a birtokot megtámadták Texar hívei, akik fosztogatták, gyújtogatták, törtek-zúztak. A birtokos, hogy megvédje családja női tagjait, elküldte őket egy titkos alagúton keresztül egy helyre, ahol a tervek szerint két néger átvitte volna egy eldugott szigetre, a Saint-John folyó torkolatánál. Mikor kiértek az alagútból, Texar várta őket, majd ezután Zermah-t és a kis Dy-t elrabolta.

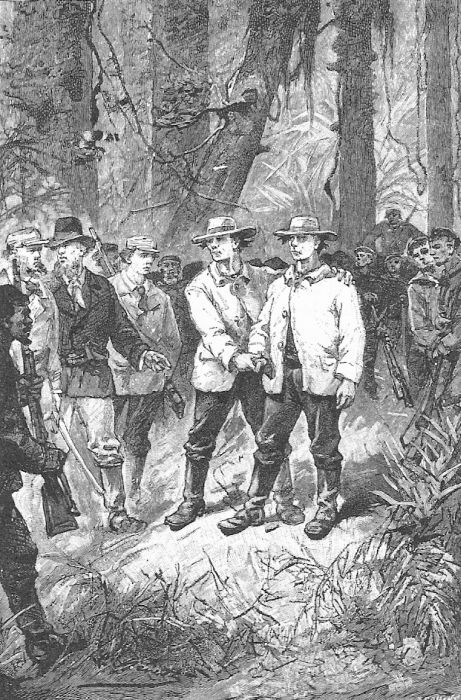
A Texar fivérek kivégzésük előtt

### 2. rész
Texar foglyait az első részben megismert lakhelyére hurcolta, majd mikor rájött, hogy a keresők jó nyomon haladnak felé, elhagyta bunkerét, és egy másik törzshelyére hurcolta át foglyait, amely Florida legeldugottabb helyén van, ahol még senki sem járt.
A Burbank-család tagjai elindultak Texar és a foglyok felderítésére. Akkor tudták, hosszú út lesz Camdless-Bay-től egészen a Washington-tóig. Aztán váratlan segítség érkezett közel száz katona és egy északi tábornok képében. Ők együtt találták meg Zermah-ékat, és megtalálták Texart, jobban mondva a Texar testvéreket, akiket ott a mocsárban ítéltek halálra többek között emberrablás sikeres kísérlete, a Camdless-Bay-i birtokra való betörés, és a kissimmee-i vérengzésben való részvételért.
Egy részlet a könyvből...

Miután a Texar testvérek hivatalosan is halálra ítéltek, a rend lassan helyreáll, és a háború is véget ért. És Amerika ismét csendes...
Négy évig folyt az elkeseredett harc Észak és Dél között. A polgárháborúnak több mint félmillió halottja volt. Ezenfelül kétmilliárd hétszázmillió dollárba került. De a rabszolgaságot egész Észak-Amerikában eltörölték. Így vívták ki az amerikaiak óriási áldozattal az Egyesült Államok egységét. Követték őseik példáját, akik egy évszázaddal ezelőtt a függetlenségi háborúban ontották vérüket hazájuk önállóságáért.
|  | Itt a vége a cselekmény részletezésének! |

## A Shannon
A Shannon a régió legnagyobb gazdasági utas,- és teherszállító gőzhajója. Útja minden nap a Saint-John folyón vezet. Nagyon fontos, mivel a kisebb falvak és a többi település között ez a legforgalmasabb közlekedési mód vagy eszköz, ami akkoriban létezett. A flotta csak egy hajóból állt, ezért minden megállót oda és vissza csak naponta egyszer érintett. Burbank úr és Texar 1862. április 9.-én is ezen a bizonyos hajón utaztak.

## Karakterek
- James Burbank: Délen élő északi felfogású ember, korát megelőzve támogatta a rabszolgaság eltörlését. Alakjaiban a családszeretet, az együttműködés, és az egyenlő Amerikáért folytatott harca körvonalazódik meg. Hihetetlenül óvja a családját, nagyon higgadt ember. Neki köszönhetően a Camdless Bay-i „rabszolgák” újra szabad emberek lettek. Ez az ötlet forradalmi volt annak idején, és így nyugodtan mondhatjuk, hogy egy zseniális gondolkodásmódú ember.
- Ellenlábasai, a Texar testvérek, akik állandóan azon fáradoztak, hogy fenntartsák a rabszolgatartás erkölcstelen rendszerét. Hihetetlen hasonlóságuknak köszönhetően, szinte bármilyen bűncselekménnyel gyanúsították, mindig tudott alibit igazolni. Hogy ne lepleződjön le, titkát még a híveinek sem árulta el, akik végig kitartottak amellett, hogy Texar ártatlan. Ezt a titkot csak Squambónak, a hűséges indiánnak árulta el, aki valamelyik szeminol törzsből származhatott, mivel az összes indián fortélyt elsajátította. Ennek megfelelően mindenhová, kis és gyors fatörzsből kivájt csónakkal, úgynevezett szkiffel járt.
- Burbankné, Burbank úr felesége elájult, mikor Zermah-t és a kis Dy-t elragadta Texar. A foglyok kimentésnek akciójában nem vett részt, James Burbank egyik támogatója Edward Caroll, a bátor északi, aki Jacksonville külvárosában élt, egy vidéki házban. Az ő lánya Alice Caroll vigyázott Burbanknéra míg fel nem épült.
- Gilbert Burbank, a szeretője Alice Carollnak. Ő szolgált a haditengerészetnél, és ezért is kellett felelnie Mr. Burbanknak. Ő és hű barátja Mars, akinek ugyancsak a Castle-House volt az otthona, elkísérte Gilbertet a katonaságban töltött időkben. Ők ketten Dupont tengernagy fregattján hajóztak.
- Zermah a felesége Marsnak, és a kis Diana Burbankkal együtt (akit otthon mindig úgy hívtak: a kis Dy), raboskodott a Washington-tó körüli mocsarakban. Texar másik búvóhelyén.
- Perry, a jószágigazgató, aki az egyetlen volt a birtokon, aki ellenezte a rabszolgatartás eltörlését. De ezt megértették. Mindig csak ezt hajtogatta: – Bizony, bizony… te is rá fogsz jönni arra, hogy rabszolgának születtél…[4]

## Eszmevilága
A könyvből kiemelkednek a polgárháború időszakában dúló ellentétes eszmék, melyek a történet szempontjából valós, a történelem számára valótlan személyek és események egy része. Ez kulcsfontosságú a regényben, hiszen a történet az ellentétes eszmék egymás ellen vívott csatáin, és az egymás ellen irányuló konspirációk körül játszódik. Texar nem tudta elfogadni, hogy Burbank úr minden helyzetből fel tud állni, így az előbb említettek mellett a harag és az agresszió szintén a történelmi mű eszmevilágához tartozik.

## Végeredmény
A történet végén az író rövid összefoglalást tesz a polgárháborúról illetve annak következményeiről. Valamint leírja azt is, hogy 1862 áprilisának elején a Burbank család visszaérkezik birtokára, ahol újra beindul az élet. 1862 szeptemberében Dupont tengernagy ágyúnaszádjai harmadszor is megszállják Jacksonville-t, ahol különösebb ellenállásba nem ütköztek. Végül egy összesítés az amerikai polgárháború végéről:
- 1863. január 1-én Abraham Lincoln kiáltványában bejelenti, hogy az egész államszövetség területén végleg eltörölték a rabszolgaságot.
- 1865. április 9-én véget ér a polgárháború, megtörténik az appomotoxni fegyverletétel.
- A háború négy éve alatt...
  - több mint félmillió ember halt meg.
    - a kiadások kétmilliárd – hétszázmillió dollárra rúgott.

A rabszolgaságot azonban végleg eltörölték.

## Feldolgozások
- Rádiójáték (Magyar Rádió, 1979)[5]

## Kiadások
- Vass József kiadása, Budapest, 1905 (422 oldal · Fordította: Zempléni P. Gyula)
- Jules Verne: Észak Dél ellen, Móra Ferenc Könyvkiadó, Budapest, ISBN 963-427-295-9